# St-Ouen (Routot)

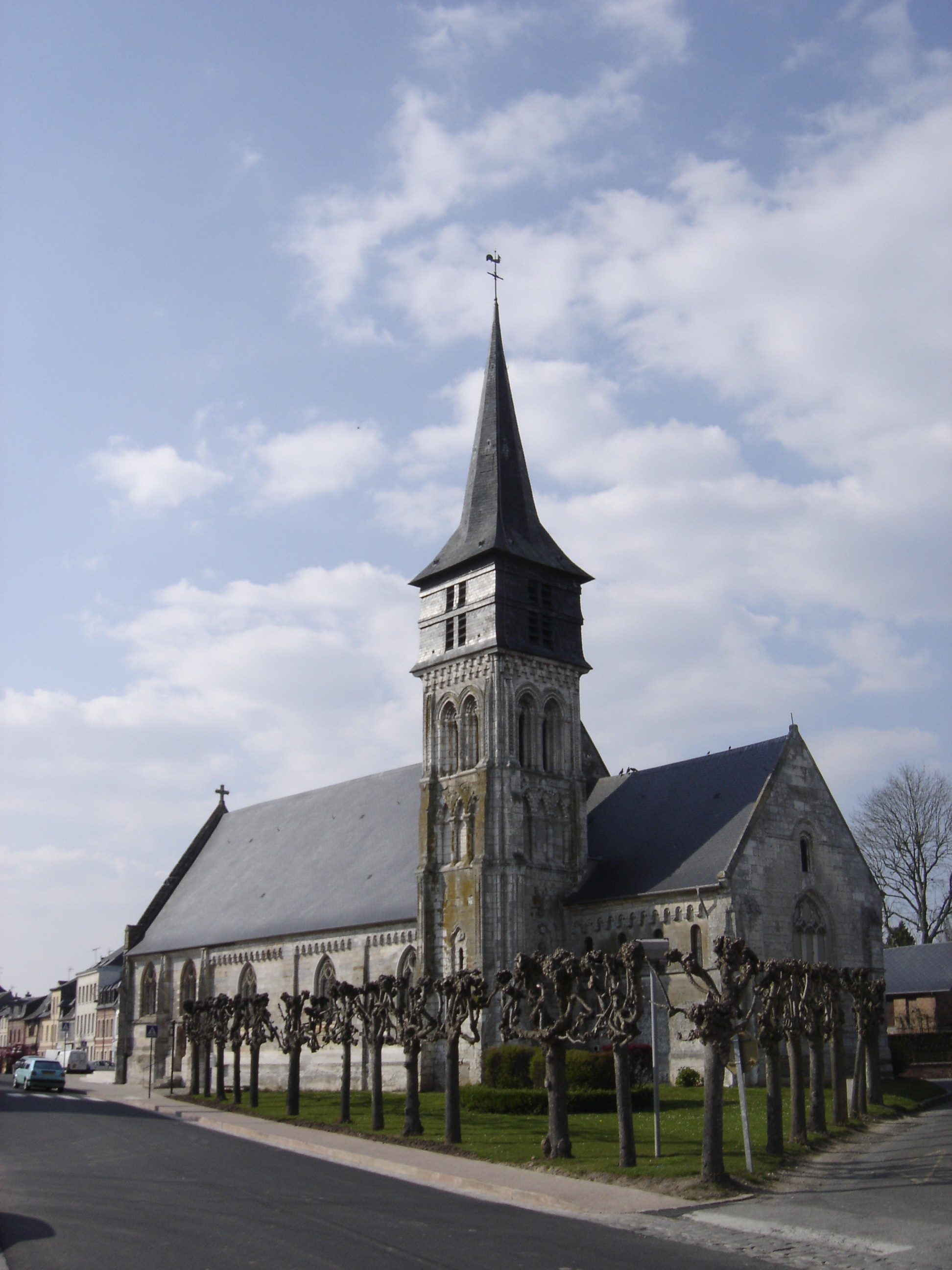
Kirche St-Ouen in Routot

Die römisch-katholische Kirche St-Georges in Routot, einer französischen Gemeinde im Département Eure in der Region Normandie, wurde im 12. Jahrhundert errichtet. Die romanische Kirche ist seit 1912 ein geschütztes Baudenkmal (Monument historique).

## Beschreibung
Die dem heiligen Ouen geweihte Kirche gehörte lange Zeit zur Abtei Le Bec. Bei den Renovierungsarbeiten um 1900 wurden viele romanische Bauteile erneuert. Im Chor mit geradem Schluss sind Teile aus dem 12. Jahrhundert erhalten. Im Inneren des Mittelschiffs ist der untere Wandabschnitt durch gekuppelte, rundbogige Blendarkaden gegliedert. Außen ist noch ein Fenster mit flachem Zickzackstab und einem darüberliegenden Rollenfriesbogen erhalten.
Der Turm, der sich im Süden zwischen Chor und Langhaus erhebt, besteht aus drei Geschossen. Er wird von einem hohen, hölzernen Dachstuhl bekrönt. Das untere Geschoss wird durch schmale Zwillingssäulen aufgelockert, die die Strebepfeiler begleiten. Das kleine Fenster ist von Zickzackstäben eingefasst. Das fensterlose erste Stockwerk ist mit einem Kreuzbogenfries geschmückt, der auf Blattkapitellen aufliegt. Im obersten Stockwerk sind in den Ecken Säulen eingestellt. Auf jeder Seite befinden sich zwei dreifach gestufte Spitzbogenfenster, deren mittlerer Bogenlauf einen Zickzackstab trägt. Die Archivolte ist von einem Rollenfries gerahmt. Das Dachgesims ruht auf zwei Konsolenreihen.